# Узин
Узин (укр. Узин) — город в Киевской области Украины. Входит в Белоцерковский район, центр Узинской городской общины.

## История
Город Узин впервые упоминается в исторических документах с 1590 года как укр. Узениця, позже — укр. Темберщина, а с конца XVIII века несёт своё современное название.
Село Темберщина было в составе Блощинской волости Васильковского уезда Киевской губернии. В селе была Николаевская церковь. Священнослужители Николаевской церкви:
- 1797—1799 — священник Пантелеймон Павлович Августинович
- 1836 — священник Василий Никитич Фоменков

С 1923 года по 1930 год был районный центром Белоцерковского округа, с 1930 года в составе Белоцерковского района УССР, с 1932 в составе Белоцерковского района Киевской области, с 1934 года по 1963 год районный центр Киевской области, с 1963 в составе Белоцерковского района. В 1956 году Узин получил статус посёлка городского типа, а с 25 августа 1971 года — города.
Город развивался в связи с возникновением вблизи стратегического аэродрома «Узин», являвшегося одним из самых крупных в СССР. Мог принимать космический корабль многоразового использования «Буран». Способен к приему воздушных судов всех типов, включая «Руслан» и «Мрія».
С июня 1946 по 1957 год на аэродроме базировался 179-й Ярославский ордена Суворова III степени истребительный авиационный полк на самолётах Як-9, Як-3 и МиГ-15. С 1961 года аэродром был временной базой для стратегического бомбардировщика Ту-95В, впоследствии выполнившего бомбометание термоядерной «Царь-бомбы». Служащие этого аэродрома проживали в городе.
В январе 1959 года численность населения составляла 12 555 человек.
В январе 1989 года численность населения составляла 16 469 человек.
На 1 января 2013 года численность населения составляла 12 122 человек.
Также в городе есть сахарный завод, производящий в том числе биоэтанол и обеспечивающий население рабочими местами после закрытия аэродрома. Сейчас аэродром закрыт и практически не охраняется.
В городе 4 школы: № 1, № 2 , № 5 и Узинская Гимназия.

## Промышленность и торговля
На сегодняшний день в Узине действует несколько промышленных и сельскохозяйственных предприятий, среди которых: ОАО «Узинский сахарный комбинат», зверохозяйство «Хутровик», ООО «Визит», TOB «Строитель-1», ПЛП «Агрофирма Узинская», ООО «Узинагро-инвест» , TOB «Прогресс». Потребительский рынок города представлен предприятиями розничной торговли в количестве 110 единиц, действует 11 заведений общепита.
На территории Узинского горсовета зарегистрировано более 115 предприятий малого бизнеса.

## Культура
В городе действуют 3 ОШ и гимназия, С ДНЗ, Музыкальная школа. Дом детского и юношеского творчества. Кинотеатр "Заря", библиотеки для взрослых и детей. Открыт Центр социальной реабилитации для детей, лишенных родительской опеки, и С Детские дома семейного типа. Действует социальный центр "Надежда". В Узинской районной больнице предусмотрено 85 стационарных коек, функционирует дневной стационар на 30 коек.
В городе расположен Свято-Успенский храм, ставший форпостом возрождения духовности узинчан.

## Население
| Национальность | %      | Подлежащий язык | %      |
| -------------- | ------ | --------------- | ------ |
| украинцы       | 88,81% | украинский      | 88,82% |
| русские        | 9,26%  | русский         | 10,19% |
| белорусы       | 0,53%  | белорусский     | 0,18%  |